# Willy
Willy ist ein männlicher, selten weiblicher Vorname.

## Herkunft und Bedeutung
Willy (Willi, Willÿ) ist häufig eine Kurzform der männlichen Vornamen Wilhelm oder Willibald. Wilhelm entstammt dem Altniederdeutschen sowie Althochdeutschen und lässt sich von willio (Wille, Entschlossenheit) und helm (Helm, Schutz) herleiten.

## Namenstag
siehe Wilhelm

## Bekannte Namensträger

### Spitzname
- Niklas-Wilson „Willy“ Sommer, deutscher Fußballspieler und Livestreamer

### Pseudonym
- Henry Gauthier-Villars, vermeintlicher Autor der Claudine-Romanserie

### Vorname
- Willy Alberti (1926–1985), niederländischer Sänger
- Willy Ascherl (1902–1929), deutscher Fußballspieler
- Willy Astor (* 1961), bayerischer Kabarettist
- Willy Berking (1910–1979), deutscher Jazz-Posaunist, Bandleader, Komponist und Arrangeur
- Willy Birgel (1891–1973), deutscher Schauspieler
- Willy Bogner junior (* 1942), deutscher Skirennfahrer, Designer
- Willy Bogner senior (1909–1977), deutscher Skisportler und Unternehmer
- Willy Brandt (1913–1992), deutscher Politiker
- Willy Caballero (* 1981), argentinischer Fußballtorhüter
- Willy Czernik (1901–1996), deutscher Operetten- und Filmkomponist
- Willy Delajod (* 1992), französischer Fußballschiedsrichter
- Willy Fischer (1904–1951), deutscher Politiker, siehe Wilhelm Fischer (Politiker, 1904)
- Willy Fritsch (1901–1973), deutscher Schauspieler und Sänger
- Willy Fleckhaus (1925–1983), deutscher Journalist
- Willy Guhl (1915–2004), Schweizer Möbeldesigner
- Willy Hagara (1927–2015), österreichischer Sänger und Schauspieler
- Willy Hartner (1905–1981), deutscher Naturwissenschaftler
- Willy Hernangómez (* 1994), spanischer Basketballspieler
- Willy Heß (1859–1939), deutscher Violinvirtuose
- Willy Hess (1906–1997), Schweizer Komponist
- Willy Huppertz (1904–1978), deutscher Anarchist
- Willy Jannasch (1905–1938), deutscher Widerstandskämpfer
- Willy Jürissen (1912–1990), deutscher Fußballspieler
- Willy Kernen (1929–2009), Schweizer Fußballspieler und Fußballtrainer
- Willy Kölker (1893–1980), deutscher Jagdpilot, Kaufmann und Politiker
- Willy Kralik (1929–2003), österreichischer Moderator
- Willy Krauß (1886–1960), deutscher Fußballspieler
- Willy Lang (1892–1972), deutscher Zeichner, Grafiker, Lehrer und Erzähler
- Willy Lange (1864–1941), deutscher Gartenarchitekt
- Willy Lange (1899–nach 1949), deutscher Parteifunktionär
- Willy Maertens (1893–1967), deutscher Schauspieler
- Willy Merck (1860–1932), deutscher Chemiker und Unternehmer
- Willy Michl (* 1950), Liedermacher Bluessänger Musikproduzent
- Willy Millowitsch (1909–1999), Kölner Volksschauspieler
- Willy Puchner (* 1952), österreichischer Künstler
- Willy Rehberg (1863–1937), Schweizer Pianist, Komponist und Musikpädagoge
- Willy Rohr (1877–1930), hatte im Ersten Weltkrieg maßgeblichen Anteil an der Entwicklung der Sturmbataillone
- Willy Rosenstein (1892–1949), deutscher Pilot, Kampfflieger und Automobilrennfahrer
- Willy Ruß (1888–1974), sudetendeutscher Bildhauer und Keramiker
- Willy Sagnol (* 1977), französischer Fußballspieler
- Willy Schäfer (1933–2011), deutscher Schauspieler und Synchronsprecher
- Willy Schärer (1903–1982), Schweizer Leichtathlet
- Willy Schneider (1905–1989), deutscher Sänger
- Willy Seiler (1930–1988), deutscher Schauspieler und Sänger
- Willy Spühler (1902–1990), Schweizer Politiker
- Willy Stahl (1903–1989), deutscher Politiker
- Willy Stettner (1895–1961), deutscher Schauspieler und Sänger
- Willy Thieme (1912–1979), deutscher Politiker (SPD)
- Willy Vandersteen (1913–1990), belgischer Comiczeichner
- Willy Walb (1890–1962), deutscher Ingenieur, Automobilrennfahrer und Rennleiter
- Willy Weber (1933–1998), Schweizer Künstler
- Willy Wobst (1897–1978), Forstmeister, ehemaliger Vorsitzender der ANW
- Willy Zschietzschmann (1900–1976), deutscher Archäologe

weiblich:
- Willy Dobbe (* 1944), niederländische Fernsehmoderatorin

### Familienname
- Daniel Heinrich Willy (1786–1861), deutscher Jurist und Hochschullehrer
- Rudolf Willy (1855–1918), Schweizer Philosoph